# 大连汽船株式会社青岛支店
36°04′48.2″N 120°19′01.5″E / 36.080056°N 120.317083°E
大连汽船株式会社青岛支店，为日资大连汽船株式会社在青岛设立的分支机构，其旧址位于中国山东省青岛市市北区馆陶路37号、馆陶路广东路路口东北角，建于1927-1928年，抗战后曾为国营招商局青岛分局、中国外轮代理公司青岛分公司办公楼。现为山东省文物保护单位青岛馆陶路近代建筑的一部分。

## 历史
大连汽船株式会社青岛支店为日资公司，主要经营中国沿海港口间海运，包括青岛大连线、青岛连云港线、青岛上海线、天津上海线（经大连、青岛）、大连—香港—广州线（经青岛、上海）。该公司在馆陶路的办公楼建于1927至1928年间。
1945年抗战结束后，该楼改为国营招商局青岛分局办公楼。1949年青岛解放后，该楼曾为中国外轮代理公司青岛分公司所使用。1975年、1995年两次增建。2000年以后，该楼曾先后为外代大酒店、青岛中远物流有限公司、某旅舍，现为中国十七冶集团有限公司青岛分公司所使用。2000年，该建筑列入第一批青岛市历史优秀建筑名单。2006年12月7日，该建筑成为山东省文物保护单位青岛馆陶路近代建筑的一部分。

## 建筑特色

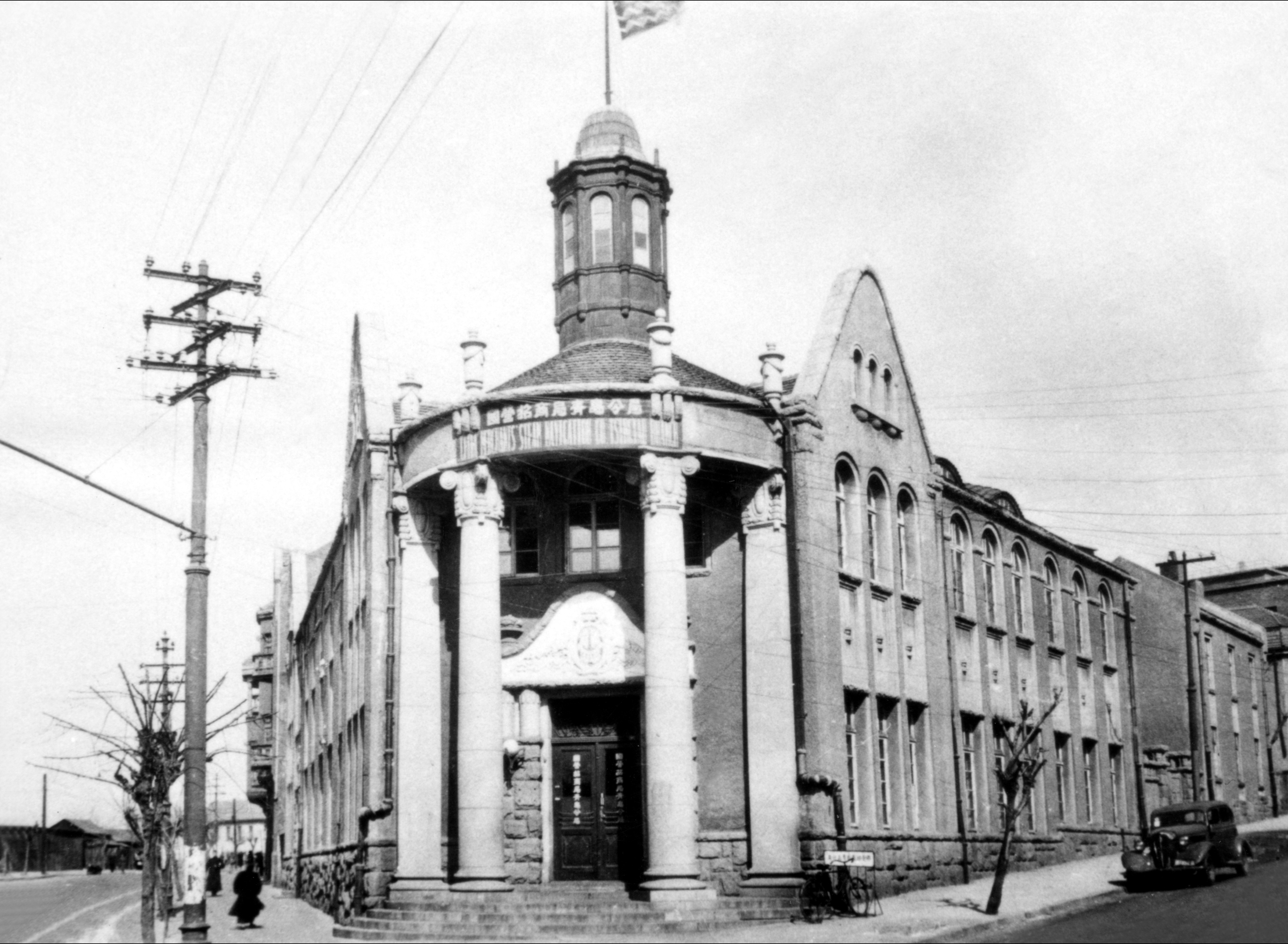
大连汽船株式会社青岛支店旧址原貌，时为国营招商局青岛分局

大连汽船株式会社青岛支店旧址占地面积1084平方米，建筑面积1350.3平方米，平面大致呈“V”字形。该楼原高二层，1975年增筑为四层，1995年再增筑一层，现为五层。该楼底部花岗岩蘑菇石砌基，拉毛抹灰墙面，檐口、窗台为花岗岩毛面条石，原有红瓦屋顶及阁楼牛眼窗。大门位于西南角，大门周边装饰繁复，向路口展开四级台阶，并设弧形柱廊，柱廊由两根圆柱与两根壁柱组成，两层通高，柱头为变形的科林斯柱式，柱头承托的横梁上有4座石雕花瓶状装饰物（此处现已改为圆柱承托的阳台）。上方屋脊上设小型塔楼，以8根立柱承托穹顶（现已不存）。两翼立面与大门周边相比较为朴素，靠近路口大门处起三角山墙，临馆陶路北端也起三角山墙。该楼装饰为带有日本色彩的欧式元素，同时其粗犷的花岗岩装饰延续了青岛德占时期建筑的特征。